# Chiruromys forbesi
Chiruromys forbesi is een knaagdier uit het geslacht Chiruromys dat voorkomt op Nieuw-Guinea. Hij leeft op Nieuw-Guinea alleen in de heuvelbossen van het zuidoosten (tot 700 m hoogte), maar op de nabijgelegen eilanden Fergusson, Goodenough en Normanby leeft hij tot op 1300 m hoogte. De dieren op deze eilanden zijn wat groter dan die op het vasteland, vooral de populatie uit Goodenough.
C. forbesi is een mooie, middelgrote, in bomen levende muis. Hij heeft donkere, overlappende staartschubben en een grijpstaart. Hij is veel groter dan de beide andere soorten van zijn geslacht. De kop-romplengte bedraagt 134 tot 161 mm, de staartlengte 210 tot 235 mm, de achtervoetlengte 30 tot 37 mm, de oorlengte 11 tot 22.2 mm en het gewicht 100 tot 122 gram. Vrouwtjes hebben 1+2=6 mammae.